# 091 (prefisso)
091 è il prefisso telefonico del distretto di Palermo, appartenente al compartimento omonimo.
Il distretto comprende la parte occidentale della città metropolitana di Palermo. Confina con i distretti di Cefalù (0921) a est, di Caltanissetta (0934) a sud-est, di Agrigento (0922) e di Sciacca (0925) a sud e di Alcamo (0924) a ovest.

## Aree locali e comuni
Il distretto di Palermo comprende 59 comuni inclusi nelle 8 aree locali di Bagheria, Carini, Lercara Friddi (ex settori di Cerda e Lercara Friddi), Misilmeri (ex settori di Misilmeri e Piana degli Albanesi), Palermo (ex settori di Palermo e Ustica), Partinico, Termini Imerese e Villafrati (ex settori di Bisacquino, Corleone, Prizzi e Villafrati). I comuni compresi nel distretto sono: Alia, Aliminusa, Altavilla Milicia, Altofonte, Bagheria, Balestrate, Baucina, Belmonte Mezzagno, Bisacquino, Bolognetta, Borgetto, Caccamo, Campofelice di Fitalia, Campofiorito, Capaci, Carini, Casteldaccia, Castronovo di Sicilia, Cefalà Diana, Cerda, Chiusa Sclafani, Ciminna, Cinisi, Contessa Entellina, Corleone, Ficarazzi, Giardinello, Giuliana, Godrano, Isola delle Femmine, Lercara Friddi, Marineo, Mezzojuso, Misilmeri, Monreale, Montelepre, Montemaggiore Belsito, Palazzo Adriano, Palermo, Partinico, Piana degli Albanesi, Prizzi, Roccamena, Roccapalumba, San Cipirello, San Giuseppe Jato, Santa Cristina Gela, Santa Flavia, Sciara, Termini Imerese, Terrasini, Torretta, Trabia, Trappeto, Ustica, Ventimiglia di Sicilia, Vicari, Villabate e Villafrati .